# Mel Moraine
Mel Moraine är en kulle i Antarktis. Den ligger i Östantarktis. Norge gör anspråk på området. Toppen på Mel Moraine är 1 754 meter över havet.
Terrängen runt Mel Moraine är varierad, och sluttar norrut. Trakten är obefolkad. Det finns inga samhällen i närheten. 